# Czesław Teofil Janowski
Czesław Teofil Janowski (ur. ok. 1856 w Łomży, zm. 18 grudnia 1918 w Puławach) – aktor i reżyser teatralny, dyrektor teatrów objazdowych, organizator ruchu teatralnego.

## Kariera aktorska
Debiutował w 1875 w zespole Józefa Cybulskiego w Siedlcach. Następnie występował w różnych zespołach wędrownych, m.in.: Juliana Grabińskiego, Franciszka Idziakowskiego, Łucjana Kościeleckiego i Władysława Wernera, Kazimierza Filleborna, Rufina Morozowicza, Jana Żołopińskiego i Ludwika Czystogórskiego, a także w warszawskich teatrach ogródkowych: „Alkazar”, „Allhambra”, „Arkadia” i „Nowy Świat”. W latach 1883–1885 należał do objazdowego zespołu teatru poznańskiego. Był przez dwa sezony (1885/1886 oraz 1886/1887) zaangażowany w teatrze krakowskim, przez krótki czas (1888) związany był z teatrem Fryderyk Sellina w Łodzi. Następnie odnowił współpracę z teatrem w Poznaniu. W sez. 1901/1902 ponownie zaangażowany był w Łodzi. Wystąpił m.in. w rolach: Karola (Radcy pana radcy), Fikalskiego (Dom otwarty), Gustawa (Śluby panieńskie), Albina (również Śluby panieńskie), Maurycego (Rozbitki), Wacek (Wicek i Wacek), Edwarda (również Wicek i Wacek), Genia (Pan Damazy), Koszyrskiego (Osaczony), Hulatyńskiego (Gęsi i gąski), Macki (Żołnierz królowej Madagaskaru), Gustawa (Walka kobiet), Stefana (Szlachectwo duszy) i Łykalskiego (Majster i czeladnik).

## Zarządzanie zespołami teatralnymi
Pierwszy zespół teatralny zorganizował w 1875 r. Współpracował przy prowadzeniu teatru ogródkowego „Wodewil” z Mieczysławem Skirmuntem (1890) oraz Marcelim Trapszą (1889). Po krótkim okresie pracy aktorskiej w teatrze łódzkim objął samodzielnie jego dyrekcję. Funkcję dyrektora łódzkiego teatru pełnił w latach 1891–1895. W 1895 r. zorganizował zespół objazdowy pod nazwą „Artyści Teatru Łódzkiego”. W latach 1897–1898 był dyrektorem nowo wybudowanego teatru w Sosnowcu. Nie otrzymawszy zgody na dalsze prowadzenie tego teatru wyjechał z częścią zespołu do Kielc i dawał tam przedstawienia. Na sezony 1906/1907 oraz 1907/1908 znów objął dyrekcję teatru w Łodzi. W 1899 prowadził teatr w Lublinie. Jako dyrektor teatrów wykazał się operatywnością, organizując liczne występy na prowincji (m.in. w Sielcu, Warszawie, Piotrkowie, Lublinie, Częstochowie i Dąbrowie Górniczej, a także w Witebsku, Kijowie, Żytomierzu i Białej Cerkwi, Połądze, Charkowie, Samarze, podobno był nawet na Syberii), był jednak krytykowany za zbytni nacisk na repertuar o charakterze rozrywkowym. Chętnie organizował tanie występy popołudniowe oraz w dni świąteczne, pozyskując w ten sposób duże grupy widzów.